# Nilakantha Somayaji
Keļallur Nilakantha Somayaji ali Keļallur Comatiri, indijski matematik, astronom in filozof, * 14. junij 1444, Tirur, Kerala, † 1544, neznano. 
Njegovo najpomembnejše delo je Tantrasamgraha, astronomska razprava, napisana 1501. 

## Biografija
Kelallur Nilakantha Somayaji se je rodil 14. junija 1444 v majhni vasi v bližini Tirurja v okrožju Mallapuram. Obiskoval je eno najbolj znanih indijskih šol v Kerali. Njegova učitelja sta bila Ravi in Damodara, ki sta ga vpeljala v astronomijo in temeljna matematična načela. 
Nilakantha je bil polihistor, ki je obvladal filozofijo, matematiko, slovnico in astronomijo. Bil je eden redkih avtorjev takratnega obdobja, ki je vložil trud v beleženje podrobnosti o svojem življenju in času. Nilakanthini spisi, v katerih se sklicuje na Mimamso, so dokaz njegovega znanja o vejah indijske filozofije in kulture. 
Imel je ženo Aryo in dva sinova, Ramo in Dakshinamurtija. Naziv Somayaji si je pridobil z izvedbo obreda Somayajna po naboodirski tradiciji. Umrl je leta 1544 in s tem dočakal starost sto let. 

### Šolanje v Kerali
Nilakantha je obiskoval znano indijsko šolo v Kerali, ki sta jo v 14. stoletju ustanovila Madhava in Sangamargame. Večina matematikov te šole je svoja odkritja dosegla v prizadevanju za reševanje astronomskih problemov. Šola je svoj vrhunec dosegla med 14. in 17. stoletjem. Med pomembnimi osebami, ki so jo obiskovale, so Madhava (1360-1410), Paramesvara (1360 - 1455), Nilakantha Somayaji (1444 - 1454) in Jyesthadeva (1500 - 1600). 

## Tantrasamgraha
Tantrasamgraha (tudi Tantrasangraha) je njegova glavna astronomska razprava, napisana leta 1501. Zajema različne vidike indijske astronomije. Temelji na epicikličnih in ekscentričnih modelih planetarnega gibanja. Sestavljena je iz 432 sanskrtskih tez, razdeljenih na 8 poglavij: 
- Prvi dve poglavji obravnavata gibanje in položaje planetov.

- Tretje poglavje obravnava različne probleme, povezane s položajem Sonca na nebesni sferi.

- Četrto in peto poglavje predstavljata razpravi o luninem in sončnem mrku. Prav tako obravnavata različne vidike mrkov.

- Šesto poglavje obravnava premikanje Sonca in Lune po nebesni sferi ter njuno odstopanje od ekvatorja.

- Sedmo poglavje govori o vzhajanju ter zahajanju Lune in planetov.

- Zadnje poglavje govori o višini luninih vrhov, preučuje velikost dela Lune, ki ga osvetljuje Sonce in o tem poda grafično predstavo.

Tantrasamgraha je zelo pomembna za področje matematike, na katerem je deloval Nilakantha. Prav tako je to delo pomemeben vir astronomskih izračunov, saj so v njem izboljšani rezultati, ki jih je dobil astronom Madhava. 

## Dela
Poleg Tantrasamgrahe je napisal še številna druga dela: 
- v delu Golasara je predstavljen opis osnovnih astronomskih elementov in postopkov. Prikazuje, kako se matematični postopki uporabljajo za izračun astronomskih podatkov;

- Sidhhantadarpana je kratko delo, v katerih opiše svoje poglede na različne astronomske koncepte in teme. V njem prav tako navaja astronomske konstante s sklicevanjem na obdobje Kalpa ter opisuje planetarni model;

- Candrachayaganita je delo, v katerem so predstavljene metode za izračun časa s pomočjo lunine sence. Sistem temelji na sončni uri;

- delo Aryabhatiya-bhashya je komentar na Aryabhatiyo. V njem je Nilakantha razvil računski sistem za delni heliocentrični model, kjer planeti krožijo okoli Sonca, le-to pa se giblje okoli Zemlje. Sklicuje se na dva sončna mrka, ki ju je opazoval, prvega 6.3.1467 in drugega 28.7.1501;

- Sidhhantadarpana-vyakhya je komentar na lastno delo Siddhantadarapana;

- Chandrachhayaganita-vyakhya je komentar na lastno delo Chandrachhayaganita;

- delo Sundaraja-prasnottara odgovarja na vprašanja, ki jih postavlja Sundaraja, astronomom iz Tamil Naduja;

- delo Grahanadi-grantha govori o nujnosti popravka starih astronomskih konstant z opazovanji;

- v delu Grahapariksakrama so opisana načela in metode za preverjanje astronomskih izračunov z rednimi opazovanji;

- delo Jyotirmimamsa je razprava o metodologiji astronomskih študij.